# Рату, Эмили
Эмили Рату (швед. Emilie Rathou, 8 мая 1862 — 12 октября 1948) — шведская журналистка и редактор газеты, активистка за воздержание от алкоголя и за женские права.

## Биография
Эмили Рату родилась в лене Блекинге в 1862 г. Она была дочерью предпринимателя Альберта Густавссона и Анны Свенсдоттер, а фамилию сменила на Рату в 1882 г. после окончания учительских курсов в Кальмаре. Затем в период 1882—1885 гг. она работала школьной учительницей.
Эмили с юности активно включилась в общественно-политическую деятельность. С 1885 по 1900 г. она входила в Международную организацию добрых тамплиеров (International Organisation of Good Templars), проповедовавшую воздержание от алкоголя, и была её спикером. С 1890 по 1895 гг. она была владельцем и редактором газеты Dalmasen. В 1900 г. Эмили в Эстермальме создала филиал Союза христианских женщин (Vita bandet) — это был первый шведский филиал организации (предыдущий, созданный в 1897 г., только назывался таковым, фактически же не имел контактов с этой международной организацией). В 1911—1912 гг. она входила в правительственный комитет воздержания от алкоголя.
Кроме движения за воздержание, Эмили боролась за женские права, за равенство мужчин и женщин и против социальной несправедливости.
В 1892 г. она организовала Stockholms allmänna kvinnoklubb («Стокгольмский общественный женский клуб») с участием Алины Ягерстедт, Каты Дальстрём, Анны Стеркю, Анны Линдхаген, Аманды Хорни, который в следующем году влился в Социал-демократическую рабочую партию Швеции. В 1893 г. она стала представительницей Социал-демократической партии в «Народном риксдаге» (Folkriksdag), действовавшем в 1893—1896 гг. для введения в Швеции всеобщего избирательного права. Тем не менее, Эмили не была полностью вовлечена в женское движение, поскольку оно возглавлялось женщинами из высшего класса, а женщинам низших классов это движение было неактуально и неинтересно. Консервативная пресса относилась к Эмили с пренебрежением, а её выступления часто встречали агрессивную реакцию.
Заслуги Эмили Рату были отмечены награждением её медалью Иллис кворум в 1919 г.
Эмили умерла в Стокгольме в 1948 г. Замужем она не была. Большую часть жизни прожила с Марией Сандстрём, которая умерла спустя пять дней после смерти Эмили. Похоронены они рядом под одним надгробным камнем.